# 여주군·이천군·용인군
여주군·이천군·용인군은 대한민국의 옛 국회의원 선거구이다. 당시 경기도 여주군, 이천군, 용인군 지역을 관할했다.

## 역사
제11대 국회의원 선거를 앞두고 성남시·광주군·여주군·이천군 선거구에서 여주군과 이천군이, 평택군·용인군·안성군 선거구에서 용인군이 떨어져 나와 하나의 선거구를 이루게 되면서 신설되었다.
제13대 국회의원 선거를 앞두고 여주군, 이천군, 용인군 선거구로 각각 분리되면서 폐지되었다.

## 역대 국회의원
| 선거   | 정당 | 정당       | 1위 의원 | 정당 | 정당       | 2위 의원 |
| ------ | ---- | ---------- | -------- | ---- | ---------- | -------- |
| 1981년 |      | 민주정의당 | 정동성   |      | 민주한국당 | 조종익   |
| 1985년 |      | 민주정의당 | 정동성   |      | 민주한국당 | 조종익   |

## 역대 선거 결과

### 대한민국 제11대 국회의원 선거
|  | 38.14% |

|  | 17.27% |

|  | 11.77% |

|  | 11.71% |

|  | 11.27% |

|  | 9.83% |

### 대한민국 제12대 국회의원 선거
|  | 46.40% |

|  | 25.09% |

|  | 15.62% |

|  | 12.86% |